# Leucobryum cucullatum
Leucobryum cucullatum är en bladmossart som beskrevs av Brotherus 1894. Leucobryum cucullatum ingår i släktet Leucobryum och familjen Dicranaceae. Inga underarter finns listade i Catalogue of Life.